# Đại thống chế Pháp
Đại thống chế Pháp (tiếng Pháp: maréchal général de France), danh xưng ban đầu là Đại thống chế các chiến dịch và quân đội của nhà vua (tiếng Pháp: maréchal général des camps et armées du roi), là một danh vị được đặt ra dành cho thống soái thống lĩnh tất cả các lực lượng quân sự thay mặt Hoàng đế Pháp (bấy giờ danh vị Thống chế chỉ thống lĩnh một đạo quân). Danh vị này được đặt ra và xếp trên hàm Thống chế Pháp, trở thành cấp bậc quân sự cao nhất, nhất là khi danh vị Thống soái Pháp quốc (tiếng Pháp: Connétable de France) bị bãi bỏ từ năm 1626.

## Danh sách các Đại thống chế
Trong Lịch sử Pháp, ghi nhận có 6 vị thống soái nhận danh vị này:
Năm người phong phong trong thời phong kiến trước cách mạng:
- Charles de Gontaut, duc de Biron (1562–1602):
  - Đô đốc Pháp, 1592
  - Đô đốc và Thống chế, 26 tháng 1, 1594
  - Đại thống chế
  - Bị tước bỏ năm 1602
- François de Bonne, duc de Lesdiguières (1543–1626):
  - Thống chế, 27 tháng 9 năm 1609
  - Đại thống chế, 30 tháng 3 năm 1621
  - Nguyên soái Pháp, 6 tháng 7 năm 1622
- Henri de La Tour d'Auvergne, vicomte de Turenne (1611–1675):
  - Thống chế, 16 tháng 11 năm 1643
  - Đại thống chế, 4 tháng 4 năm 1660
- Claude-Louis-Hector de Villars (1653–1734):
  - Thống chế, ngày 20 tháng 10 năm 1702
  - Đại thống chế, ngày 18 tháng 10 năm 1733
- Maurice, comte de Saxe (1696–1750):
  - Thống chế, 26 tháng 3 năm 1744
  - Đại thống chế, 12 tháng 1 năm 1747

Chỉ có một người động trong trong giai đoạn Quân chủ tháng 7 dưới triều đại nhà Orléan, bởi Louis Philippe I:
- Jean-de-Dieu Soult (1769–1851):
  - Thống chế Đế chế, 19 tháng 5 năm 1804
  - Đại thống chế, 15 tháng 9 năm 1847